# Florin Claudiu Roman
Florin Claudiu Roman (Alba Iulia, 22 aprile 1974) è un politico rumeno.

## Formazione
Nel 1996 sostenne un esame in contabilità e gestione finanziaria presso l'Università Babeș-Bolyai di Cluj-Napoca.
Nel 2005 seguì dei corsi in difesa e sicurezza nazionale all'Università nazionale di difesa "Carlo I", mentre nel 2006 si laureò in gestione finanziaria presso l'ateneo privato CODECS di Bucarest.
Tra il 2008 e il 2011 completò gli studi in contabilità e informatica gestionale all'Università Athenaeum di Bucarest. Nel 2012 conseguì un master in tecniche di comunicazione e influenza sociale, riconosciuto dalla facoltà di psicologia dell'Università Titu Maiorescu.

## Carriera professionale
La prima parte della sua carriera si svolse nel giornalismo. Nel 1994 fu assunto come corrispondente per il quotidiano Unirea di Alba Iulia. Nel 1997 divenne capoufficio presso la sezione dell'agenzia di stampa Mediafax nella città di Alba Iulia, in cui lavorò fino al 2005. Dopo dodici anni nella stampa, fondò una stazione radio locale, Ardeleanul FM.
Abbandonò il settore privato nel 2005, quando fu nominato consigliere del presidente dell'Autorità nazionale di regolamentazione del gas naturale, posizione che rivestì fino al settembre del 2006.
Tra il settembre 2006 e l'ottobre 2011 fu segretario generale della commissione di sorveglianza delle assicurazioni.
A partire dal 2006 assunse numerosi incarichi in seno ai consigli d'amministrazione in società in cui lo Stato deteneva quote azionarie. Fu indicato come membro dei CdA della sezione rumena di E.ON (dall'ottobre 2006 all'agosto 2008), di CEC Bank (dal febbraio al luglio 2007) e di EximBank (dall'agosto 2007 al dicembre 2008), presidente del CdA di Electrica Serv (dal febbraio 2008 al febbraio 2009) e di Daewoo Romania (dal marzo 2007 al gennaio 2009).

## Carriera politica
In occasione delle elezioni locali del 2012 fu eletto consigliere del distretto di Alba nelle liste del Partito Nazionale Liberale. I colleghi lo nominarono vicepresidente del consiglio distrettuale. Fu riconfermato per un nuovo mandato anche in seguito alle elezioni locali del 2016.
Entrò in parlamento nel dicembre 2016, eletto per un seggio alla camera dei deputati al voto dell'11 dicembre. Nel corso della legislatura 2016-2020 fu membro delle commissioni per la pubblica amministrazione (della quale fu anche presidente tra l'ottobre 2017 e il dicembre 2019) e per il lavoro (dal maggio al giugno 2017). Partecipò anche alle commissioni comuni per i rivoluzionari del 1989, per la celebrazione del centenario della Grande Unione (di cui fu vicepresidente), per l'elaborazione del codice amministrativo e di quella d'inchiesta sulle acquisizioni e la gestione dello stato d'emergenza durante la pandemia di COVID-19. Fu, inoltre, vicepresidente (dal febbraio al settembre 2017) e presidente (dal novembre 2019 al dicembre 2020) del gruppo parlamentare del PNL alla camera. Nel 2017 fu nominato vicepresidente del PNL.
Rieletto anche nel 2020, fu membro della commissione bilancio (di cui fu anche vicepresidente a partire dal febbraio 2024), della commissione per i rivoluzionari del 1989, della commissione per la pubblica amministrazione (da marzo 2022), della commissione d'inchiesta sulle cause della crescita dei prezzi di gas ed energia elettrica e vicepresidente della commissione d'inchiesta sugli acquisti pubblici effettuati nel settore sanitario durante lo stato d'emergenza e d'allerta in Romania. Il congresso del PNL del 25 settembre 2021 lo confermò vicepresidente nazionale del partito.
Nel settembre 2021 fu eletto vicepresidente della camera dei deputati. In tale veste, il 18 ottobre 2021 assunse ad interim la presidenza della camera in seguito alle dimissioni del titolare Ludovic Orban. Mantenne l'incarico per due settimane, fino alla nomina di un altro successore ad interim, Sorin Grindeanu. Fu vicepresidente della camera fino al settembre 2022 e poi nuovamente dal febbraio al giugno 2023.
Il 25 novembre 2021 fu indicato come ministro della ricerca, dell'innovazione e della digitalizzazione del neonato governo Ciucă. Tra le priorità del proprio mandato ministeriale elencò la realizzazione della rete per l'interconnessione delle basi di dati tra i ministeri in cloud, per la quale esisteva un finanziamento di 500 milioni di euro da parte del fondo Next Generation EU. L'apparizione di diverse inchieste giornalistiche, che mettevano in dubbio la veridicità delle informazioni pubblicate sul proprio curriculum e la regolarità dei propri studi, lo spinse alle dimissioni dal governo il 15 dicembre 2021, a meno di un mese dall'assunzione dell'incarico.
Nel 2024 fu incaricato della coordinazione della campagna elettorale del PNL per le elezioni locali.

## Aspetti controversi
Il 3 dicembre 2021 il quotidiano Libertatea pubblicò un'inchiesta in cui sospettava l'inesistenza del libro che Florin Roman sosteneva di aver scritto nel 2006, «Teoria dei sistemi di informazione» («Teoria sistemelor informaţionale»). In base alla ricerche del giornale, la casa editrice dell'Accademia romena aveva pubblicato un libro con lo stesso titolo ma altri autori. La pubblicazione, inoltre, non sarebbe stata disponibile neanche nel catalogo della Biblioteca nazionale della Romania. Su richiesta di Libertatea, Florin Roman non sarebbe riuscito a fornire alcuna copia del libro.
Il successivo 9 dicembre i giornalisti sollevarono l'ipotesi che la tesi di master sostenuta nel 2012 da Roman fosse un plagio di un manuale per gli studenti dell'Università Politecnica di Timișoara pubblicato cinque anni prima. Le dieci pagine analizzate dai reporter corrispondevano interamente all'altra opera, dalla quale riprendeva anche l'impaginazione e gli errori di battitura. Per allontanare le critiche il primo ministro Ciucă chiese dei chiarimenti a Roman.
Il 15 dicembre una nuova inchiesta di Libertatea rivelò che, come confermato dal rettore dell'ateneo, Roman non aveva frequentato l'Università Babeș-Bolyai di Cluj-Napoca, come riportato sul proprio curriculum, ma vi aveva solamente sostenuto l'esame finale di un corso di studi seguito presso un altro ente. Tra il 1992 e il 1996, in realtà, aveva frequentato il Collegio universitario economico e di museologia, dipendente dall'Università "1 Decembrie 1918", che all'epoca non aveva ricevuto l'accreditamento da parte del ministero dell'istruzione, motivo per il quale aveva dovuto presentare l'esame finale presso l'ateneo di Cluj-Napoca. Il titolo conseguito non era equivalente a quello di una laurea.
Le inchieste giornalistiche che lo riguardavano spinsero Roman alle dimissioni da ministro della ricerca e della digitalizzazione.